# Mimobežnica
Mimobéžnica (ali pasánta) je v geometriji premica, ki nima skupnih točk v prostoru z drugo premico (je ne seka) in ji ni vzporedna. Dve mimobežnici ležita nujno na različnih ravninah. Mimobežnica glede na krožnico ni njena sečnica (presečnica, sekanta) ali dotikalnica (tangenta).